# Carl Pichler (Sänger)
Carl Pichler, auch Karl Pichler (9. November 1821 in Sachsenburg, Kärnten – 16. Jänner 1893 in München) war ein österreichischer Opernsänger (Bariton).

## Leben
Carl Pichler sang schon als Chorknabe in der Kirche. Er wurde zunächst Kaufmann, war in diesem Beruf aber nicht zufrieden und nahm deshalb Gesangsunterricht beim Kapellmeister Ott in Graz. 1842 begann er seine Karriere als Sänger in Pressburg, wo er allerdings zunächst nur kleine Rollen erhielt bzw. oft nur im Chor sang. In Graz, seiner nächsten Station, wurden ihm bereits anspruchsvollere Aufgaben übertragen. 1844 erhielt er ein Engagement am Stadttheater Salzburg; seine Antrittsrolle dort war der „Jäger“ im Nachtlager. Von 1845 bis 1847 wirkte er dann am Theater Augsburg und im Sommer 1846 und 1847 in Innsbruck und Aachen, 1847 bis 1848 in Elberfeld, 1848 bis 1849 in Luxemburg, 1850 bis 1851 in Stettin, 1851 bis 1852 am Hoftheater in Dessau, Sommer 1852 am Krollschen Theater in Berlin und von 1852 bis 1855 in Würzburg. Von dort gelangte er ans Stadttheater in Frankfurt, wo er 23 Jahre lang bleiben sollte. 1878 zog er sich in den Ruhestand zurück und übersiedelte nach München.
Pichler war mit der Sängerin Auguste Wiegand verheiratet. Zwei ihrer Kinder widmeten sich der Bühne: Mathilde Pichler wirkte als beliebte Sängerin an der Münchner und Dresdner Hofoper, zog sich aber 1878 von der Bühne zurück. Max Pichler wurde ebenfalls Sänger.